# Santa Cruz (montaña)
Santa Cruz, Pucaraju, Pukaraju (del Quechua Ancashino puka = rojo; rahu = nieve, hielo; 'nevado rojo')  o Pico de Huaylas es una montaña en la Cordillera Blanca de los Andes de Perú dentro del distrito de Santa Cruz en la provincia de Huaylas en la región Ancash.
El macizo de Santa Cruz tiene tres cumbres:
- Santa Cruz (Sur o Grande) (6259 m s. n. m.)
- Santa Cruz Norte (5829 m s. n. m.)
- Santa Cruz Chico (5800 m s. n. m.)

## Ascensiones históricas

### Primera Expedición
Suiza y  Hungría: La primera ascensión al Santa Cruz (6259 m s. n. m.), por la arista Sureste, fue realizada el 20 de julio de 1948 por el suizo Frédéric Marmillod y el húngaro Ali Szepessy-Schaurek.

## Aproximaciones

### Desde Caraz
Se puede conseguir ir de Caraz a 2250 m s. n. m. (467 km de Lima), en el extremo norte del Callejón de Huaylas (Huaylas, Ancash), por una trocha carrozable de 28 km, hasta el poblado de Cashapampa 2900 m. Desde este pueblo, ascender por un sendero hasta la portada de la Quebrada Santa Cruz y de ahí caminar hasta la Quebrada Paccharuri, al pie de la cara Sur del nevado Santa Cruz.